# Exoprosopa spectrum
Exoprosopa spectrum är en tvåvingeart som beskrevs av Speiser 1910. Exoprosopa spectrum ingår i släktet Exoprosopa och familjen svävflugor. Inga underarter finns listade i Catalogue of Life.